# Artur Pequerobi de Aguiar Whitaker
Artur Pequerobi Aguiar Whitaker foi um político brasileiro. 
Durante a República Velha foi prefeito de Jaboticabal de 1926 a 1930 e presidente da Câmara Estadual (parte da atual Assembléia Legislativa) do estado de São Paulo de 1927 a 1930.